# Katharina Bluhm
Katharina Bluhm (* 1961) ist eine deutsche Soziologin.
Nach dem Studium an der Humboldt-Universität zu Berlin und der Lomonossow-Universität Moskau wurde Bluhm 1987 an der Humboldt-Universität promoviert und habilitierte sich 2004 für das Fach Soziologie an der Friedrich-Schiller-Universität Jena. Von 2008 bis 2011 lehrte sie als Professorin für Wirtschaftssoziologie an der Universität Osnabrück. Seit Oktober 2011 lehrt sie als Professorin für Soziologie mit Schwerpunkt Osteuropa an der Freien Universität Berlin. 

## Schriften (Auswahl)
- Zwischen Markt und Politik. Probleme und Praxis von Unternehmenskooperation in der Transitionsökonomie. Leske und Budrich, Opladen 1999, ISBN 978-3-8100-2370-4.
- Experimentierfeld Ostmitteleuropa? Deutsche Unternehmen in Polen und der Tschechischen Republik. VS Verlag für Sozialwissenschaften, Wiesbaden 2007, ISBN 978-3-531-15349-0.
- (Hgn. mit Rudi Schmidt): Change in Smes. Towards a New European Capitalism?. 2. Auflage, Palgrave Macmillan, London 2014, ISBN 978-1-349-35416-0 (erste Auflage 2008).
- Russland und der Westen. Ideologie, Ökonomie und Politik seit dem Ende der Sowjetunion. Matthes & Seitz, Berlin 2023, ISBN 978-3-7518-2006-6.